# Gresse-en-Vercors
Gresse-en-Vercors település Franciaországban, Isère megyében. Lakosainak száma 356 fő (2022. január 1.). Gresse-en-Vercors Saint-Michel-les-Portes, Saint-Paul-lès-Monestier, Romeyer, Saint-Agnan-en-Vercors, Chichilianne, Roissard, Saint-Andéol és Saint-Guillaume községekkel határos.

## Népesség
A település népességének változása:
| Lakosok száma | 175  | 203  | 265  | 365  | 392  | 395  | 395  | 377  | 368  | 356  |
|               | 1968 | 1982 | 1990 | 2006 | 2013 | 2015 | 2017 | 2019 | 2020 | 2022 |